# Jo Hyeon-jae
Jo Hyeon-jae, född 8 maj 1980 i Seoul, är en sydkoreansk skådespelare. 

## Filmografi (urval)
- 2003 - Love Letter
- 2003 - Hemliga begär